# Gabriel Cornu
Pour les articles homonymes, voir Cornu.
Gabriel Cornu, né à Paris, et mort en octobre 1763 à Paris, est un artiste-peintre français.

## Biographie
Gabriel Cornu est le fils du sculpteur Jean Cornu et un élève de Largillière. Bien qu'il fût un professeur assistant à l'Académie de Saint-Luc à Paris, il a participé à des expositions. Il expose quelques scènes mythologiques et religieuses en 1751, 1752 et 1753.